# 莊恭 (洪武舉人)
莊恭（14世紀—15世紀），字克敬，廣東廣州府東莞縣人，明朝政治人物。

## 生平
莊恭是洪武二十九年（1396年）丙子科廣東鄉試舉人，在國子監讀書，當時東莞縣學被大火燒燬，朝廷僅重建講堂兩齋，他回鄉看到後嘆息：「以三百里縣，而先聖禮器規制不備，是我的責任。」上章陳請得旨興建大成殿、兩廡、戟門、櫺星門，縣學始復舊觀，又曾和陳義纂修縣志，後出任上林及豐城兩縣教諭，教導士子以正善為古文，陞上林苑監正，致仕後回家去世。

## 引用
1. 1 2  民國《東莞縣志·卷五十五·人物略二》：莊恭，字克敬，邑人，洪武二十九年鄉薦，讀書太學，時邑學燬於火，有司僅建講堂兩齋，恭歸見之歎曰：「以三百里縣，而先聖俎豆之堂規制不備，吾徒責也。」遂上章陳請得旨，遣官督建大成殿、兩廡、戟門、櫺星門，始復舊觀，又嘗與陳義纂修邑志，仕為廣西上林，江西豐城教諭，遷上林苑監正 彭志，致仕歸卒。
2. ↑  同治《豐城縣志·卷七·職官志》：明……教諭……莊恭 東莞人，歲貢，永樂中任，處己以清，教人以正善為古文